# Bartolomeo da Messina
Bartolomeo da Messina, in latino Bartholomeus de Messina (Messina, ... – 1266 circa), è stato un traduttore italiano attivo nel Regno di Sicilia, noto soprattutto per le sue traduzioni latine dei testi greci di Aristotele.

## Biografia
Della vita di Bartolomeo da Messina non è noto quasi niente. Nacque a Messina e si sa che svolse la funzione di traduttore ufficiale presso la corte di Manfredi di Sicilia tra il 1258 e il 1266, come si può dedurre dagli incipit posti all'inizio dei codici delle sue traduzioni: « Incipit liber... translatus de graeco in latinum a magistro Bartholomaeo de Messana in curia illustrissimi Manfredi, serenissimi regis Ciciliae, scientiae amatoris, de mandato suo ». Ci sono giunte molte sue traduzioni di opere scientifiche, aristoteliche o pseudoaristoteliche.
Tra le opere che tradusse ebbero grande influenza i Magna moralia, e gli pseudoaristotelici: Physiognomia, De principiis, De mirabilibus auscultationibus, Problemata, e De signis. Significative anche le sue traduzioni del De inundatione Nili, De mundo, De animalibus, De differentia spiritu et animae, De motu animalium, anch'esse per lo più opere pseudoaristoteliche.

## Traduzioni (selezione)
- Magna moralia;
- Problemata[4];
- De Principiis, traduzione del Περὶ ἀρχῶν di Teofrasto, nel medioevo attribuito ad Aristotele[5];
- De mirabilibus auscultationibus
- Physiognomia;
- De signis attribuito a Teofrasto;
- De mundo;
- Liber Eraclei de curatione equorum,versione dell'opera περί τῆς ἵππων θεραπείας di Ierocle.[6]